# Помпейя, Рауль д’Авила
Рау́ль д’Ави́ла Помпе́йя (порт. Raul Pompeia; 12 апреля 1863 — 25 декабря 1895) — бразильский писатель

, журналист, литературный критик. Член Бразильской академии литературы (33 кресло).

## Биография
Сын адвоката. Окончил Колежиу Педру II. Получил юридическое образование в Университете Сан-Паулу. Сторонник идеалов аболиционизма и республиканцев.
В 1879 году написал свою первую книгу «Uma Tragédia no Amazonas».
Работал журналистом, директором Национальной библиотеки Бразилии. Писал приключенческие повести.
Писатель-импрессионист. Автор известного романа «Атенеу» (O Ateneu, 1888), который считается одним из наиболее ярких примеров бразильского реализма и натурализма и первый пример психологической прозы в бразильской литературе.
Обвинённый в гомосексуализме своим бывшим другом, поэтом Олаву Билаком, вызвал того на дуэль. Позже подвергся травле в прессе после отказа участвовать в дуэли. Чтобы доказать, что поступил так не из трусости, покончил жизнь самоубийством, выстрелом в сердце на Рождество 1895 года.

## Избранные публикации
- Uma Tragédia no Amazonas (1880)
- As Joias da Coroa (1882)
- Canções Sem Metro (1883)
- O Ateneu (1888)